# Juan Carretero
Juan Carretero de la Calle (Madrid, hacia 1760 - Madrid, marzo de 1829) fue un actor español.

## Biografía
Hijo de los actores Tomás Manuel Carretero Martín y Tomasa de la Calle. Sus inicios profesionales se sitúan en el Teatro de los Caños del Peral, donde actuaba hacia 1798. En años sucesivos pudo recuperar, tras años de olvido clásicos del siglo de Oro como Tirso de Molina, y también trayendo a España autores extranjeros, de forma que  interpreta El avaro de Molière en 1800 y estrena en España, junto a la actriz Rita Luna, Romeo y Julieta de William Shakespeare en diciembre de 1803.
En 1805 se vio forzado a pasar a la Compañía del Teatro del Príncipe, donde triunfó con obras como El emperador carpintero.
Se traslada luego a la ciudad de Cádiz, coincidiendo con la proclamación de la Constitución española de 1812. En la ciudad andaluza tuvo oportunidad de desarrollar un teatro de carácter patriótico, que traía causa en el espíritu de la Guerra de la Independencia que en aquella época tenía lugar.
Tras la disolución de las Cortes de Cádiz en 1814, se instaló en Madrid ingresando en la compañía del Teatro de la Cruz como primer galán. En ella tuvo oportunidad de interpretar a los autores clásicos como Lope de Vega en El perro del hortelano, junto a Manuela Carmona. Algunos cronistas dan la noticia de que llegó a ser uno de los actores más aclamados del Madrid de la época.
El 3 de febrero de 1818 contrajo matrimonio con la actriz Agustina Torres.
A su retirada de los escenarios se dedicó a hacer versiones de autores clásicos como Tirso de Molina y Lope de Vega.